# Chapter 27
Chapter 27 is een Canadees-Amerikaanse film uit 2007 onder regie van J.P. Schaefer.

## Verhaal
De film gaat over de moord op John Lennon in december 1980 (Manhattan NYC), vanuit het oogpunt van de moordenaar, Mark D. Chapman. Hij heeft mentale problemen en, hoewel hij een fan is, besluit hem om te brengen na het lezen van een artikel waarin hij leest, dat John nooit meer terug wil komen in de Beatles. Op zijn reis ontmoet hij Jude.

## Rolverdeling
| Acteur                | Personage          |
| --------------------- | ------------------ |
| Jared Leto            | Mark David Chapman |
| Lindsay Lohan         | Jude               |
| Mark Lindsay Chapman* | John Lennon        |
| Judah Friedlander     | Paul               |
| Matthew Humphreys     | Frederic Seaman    |
| Ursula Abbott         | Jeri               |

* rollen in Swamp Thing (TV-serie uit 1990), Titanic (1997), Beethoven's 4th (2001)